# Haemateulia
Haemateulia là một chi bướm đêm thuộc họ Tortricidae.

## Các loài
- Haemateulia barrigana  Razowski & Gonzlez, 2003
- Haemateulia haematitis  (Meyrick, 1931)